# Speedway Kraków
Speedway Kraków – polski klub żużlowy z Krakowa.
W rozgrywkach ligowych bierze udział od sezonu 2025.

## Kadra drużyny
Stan na 4 sierpnia 2025
| Kat.                                                   | Nar.            | Fed.            | Żużlowiec           | DMP (KLŻ) | DMPJ | Uwagi                                                                       |
| ------------------------------------------------------ | --------------- | --------------- | ------------------- | --------- | ---- | --------------------------------------------------------------------------- |
| S                                                      | Słowenia        | Słowenia        | Matic Ivačič        | T         |      |                                                                             |
| S                                                      | Wielka Brytania | Wielka Brytania | Richard Lawson      | T         |      |                                                                             |
| S                                                      | Polska          | Polska          | Artur Mroczka       | T         |      |                                                                             |
| S                                                      | Finlandia       | Finlandia       | Jesse Mustonen      | T         |      |                                                                             |
| S                                                      | Polska          | Polska          | Bartosz Szymura     | T         |      |                                                                             |
| U24                                                    | Francja         | Austria         | Steven Goret        | T         |      | Wypożyczony z Włókniarza Częstochowa                                        |
| U24                                                    | Łotwa           | Łotwa           | Ernests Matjušonoks | T         |      | Wypożyczony ze Speedwaya Lublin                                             |
| U24                                                    | Polska          | Polska          | Dawid Rempała       | T         |      |                                                                             |
| U21                                                    | Australia       | Dania           | Michael West        | T         |      | Wypożyczony ze Stali Gorzów Wlkp.                                           |
| U19                                                    | Polska          | Polska          | Miłosz Duda         | T         | T    | Wypożyczony z Wilków Krosno                                                 |
| U19                                                    | Polska          | Polska          | Dawid Grzeszczyk    | T         |      | Wypożyczony ze Speedwaya Lublin                                             |
| U19                                                    | Polska          | Polska          | Jakub Woźnik        | T         | T    | Wypożyczony z Wilków Krosno                                                 |
| U17                                                    | Polska          | Polska          | Jakub Juda          | T         | T    |                                                                             |
| U17                                                    | Polska          | Polska          | Kamil Kawecki       | T         | T    | Wypożyczony z Wilków Krosno                                                 |
| U16                                                    | Polska          | Polska          | Mikołaj Sanocki     |           | T    | Wypożyczony z Wilków Krosno Do 2 października 2025 tylko zawody młodzieżowe |
| „” oznacza, że zawodnik został zgłoszony do rozgrywek. |                 |                 |                     |           |      |                                                                             |